# موصلي (نسيج)
الموصلي ويسمى أيضًا الموسلين أو الموصلين هو نوع من القماش مصنوع من القطن. وصلت إلى اوربة من الشرق.
على الغالب، اسم القماش مشتق من مدينة الموصل. نظرية أخرى تقول ان هو تحريف لاسم «ميسلوس».
جاء ذكره في كتابات الرحالة ماركو بولو. من المدن التي اشتهرت في السابق بصناعة الموصلين مدينة مدراس وداكا. كما كان هذا القماش يُستعمل لترميم الوثائق.